# 非洲開發銀行
非洲開發銀行（英語：African Development Bank，AfDB，法语：Banque Africaine de Développement，BAD）是於1964年成立的地區性國際開發銀行，总部位于科特迪瓦首都阿比让，成立宗旨在促進非洲的社會及經濟發展，共有53個非洲國家及24個非非洲區國家為其會員。現任行長為阿金武米·阿德西納，尼日利亞籍。

## 成員國

区域成员国
非区域成员国
非区域成员国（仅非洲开发基金）

区域成员国分类：
非洲开发基金受惠国
非洲开发银行和非洲开发基金双重受惠国
非洲开发银行受惠国

### 区域成员国
備註：包括毛里塔尼亚在內，但不包括阿拉伯撒哈拉民主共和国（西撒哈拉东南部政权）的非洲聯盟成員國均可獲得奈及利亞信託基金（NTF）。

#### 非洲开发基金受惠国
- 布吉納法索
- 中非
- 刚果民主共和国
- 衣索比亞
- 几内亚
- 賴索托
- 利比里亚
- 马达加斯加
- 马拉维
- 毛里塔尼亚
- 莫桑比克
- 尼日尔
- 卢旺达
- 南蘇丹
- 苏丹
- 聖多美和普林西比
- 坦桑尼亚
- 多哥
- 乌干达
- 辛巴威

#### 非洲开发银行和非洲开发基金双重受惠国
- 喀麦隆
- 塞内加尔
- 尚比亞

#### 非洲开发银行受惠国
- 阿尔及利亚
- 安哥拉
- 埃及
- 赤道几内亚
- 加彭
- 利比亞
- 模里西斯
- 摩洛哥
- 纳米比亚
- 奈及利亞
- 刚果共和国
- 塞舌尔
- 南非
- 突尼西亞

### 非区域成员国
- 阿根廷
- 奥地利
- 比利时
- 巴西
- 加拿大
- 中國
- 丹麦
- 芬兰
- 法國
- 德国
- 印度
- 愛爾蘭
- 義大利
- 日本
- 科威特
- 盧森堡
- 荷蘭
- 挪威
- 葡萄牙
- 沙烏地阿拉伯
- 西班牙
- 瑞典
- 瑞士
- 土耳其
- 英国
- 美国
- 阿联酋（仅非洲开发基金）